# Hans Georg Panczak
Hans-Georg Panczak (Düsseldorf, 19 luglio 1952) è un attore e doppiatore tedesco.

## Biografia
Panczak cresce a Berlino. Il primo ruolo d'attore è nel 1961 come attore bambino nella produzione ARD Aus Gründen der Sicherheit. Lo stesso anno inizia come attore a teatro al Renaissance-Theater di Berlino, e prende lezioni da Marlise Ludwig.
È noto per i ruoli nelle serie televisive L'ispettore Derrick, Der Alte, Siska e Der Landarzt così come per il ruolo di procuratorein Edel & Starck. Diversi i ruoli anche nelle serie Tatort.

## Filmografia
- Squadra Speciale Cobra 11 (un episodio)
- Il medico di campagna (cento episodi)
- Die Rosenheim-Cops (due episodi)
- Heff der Chef - Hörspielserie (tre episodi)
- Habermann
- Siska (cinque episodi)
- Finalmente arriva Kalle (un episodio)
- Il commissario Voss (ventinove episodi)
- Squadra Speciale Colonia (un episodio)
- Kurhotel Alpenglück
- Benrds Hexe
- Der Bulle von Tölz
- Mein Name ist Eugen
- Nicht von Dieser Welt
- Edel & Starck (undici episodi)
- SOKO München' (quattro episodi)
- Sergeant Pepper
- Il nostro amico Charly (un episodio)
- Tatort (sette episodi)
- La nostra amica Robbie (un episodio)
- Nesthocker - Familie zu verschenken (un episodio)
- Herzschlag - Das Ärzteteam Nord (un episodio)
- Un caso per due (dieci episodi)
- Die Camper (un episodio)
- Alphateam - Die Lebensretter im OP (un episodio)
- HeliCops - Einsatz über Berlin (un episodio)
- Küstenwache (un episodio)
- Alles Atze (un episodio)
- peration Phoenix - Jäger zwischen den Welten (nove episodi)
- Kommissare Südwest (un episodio)
- Im Namen des Gesetzes (tre episodi)
- Dr. Stefan Frank - Der Arzt, dem die Frauen vertrauen (un episodio)
- Anwalt Martin Berg - Im Auftrag der Gerechtigkeit (un episodio)
- Stubbe - Von Fall zu Fall (un episodio)
- Doppelter Einsatz (un episodio)
- L'ispettore Derrick (dodici episodi)
- Wildbach (un episodio)
- Der Mann ohne Schatten
- Das Zauberbuch
- Praxis Bülowbogen (un episodio)
- Mobbing: Die lieben Kollegen (TV Movie)
- Kriminaltango (un episodio)
- Spur eines Zweifels (TV Movie)
- Lutz & Hardy (un episodio)
- Die Gerichtsreporterin (un episodio)
- Das Phantom - Die Jagd nach Dagobert (TV Movie)
- Hallo, Onkel Doc! (un episodio)
- Al di qual del paradiso
- Wolff - Un poliziotto a Berlino (un episodio)
- Glückliche Reise (un episodio)
- Ein Schloß am Wörthersee (due episodi)
- Anwalt Abel (un episodio)
- Keine Gondel für die Leiche (TV Movie)
- Die Männer vom K3 (miniserie)
- Justitia kleine Fische
- Tagebuch für einen Mörder (TV Movie)
- Liebling Kreuzberg
- Die Wicherts von nebenan
- Zärtliche Chaoten
- Komissar Zufall (un episodio)
- Hessische Geschichten (un episodio)
- Detektivbüro Roth
- Es muß nicht immer Mord sein
- Sonntag
- Alte Gauner
- Morgengrauen (TV Movie)
- Liebt diese Erde
- 4 Hoffmanns und 5 Cupovics (miniserie)
- Jeans
- Die Laurents
- Meister Timpe
- Musik auf dem Lande
- Auf Achse
- Direktion City
- Im schönsten Bilsengrund
- Hatschi!
- Kommisariat IX
- Kennen Sie die Lindemanns?
- Wie würden Sie entscheiden?
- Eden End
- Die Tannerhütte (TV Movie)
- Ein Fall für Stein
- Schaurige Geschichten
- Ein neuer Start
- Der Strick um den Hals (miniserie)
- Revolte im Erziehungshaus (TV Movie)
- Aktenzeichen XY... ungelöst! (cinque episodi)
- Sechs Wochen im Leben der Brüder G. (TV Movie)
- Der kleine Doktor
- Unter Ausschluß der Öffentlichkeit
- Zwischen den Flügen
- Hamburg Transit
- Der Menschenfreund (TV Movie)
- Drüben bei Lehmanns
- Fußballtrainer Wulff
- Sprungbrett
- Dem Täter auf der Spur
- Seine Majestät Gustav Krause (TV Movie)
- Startsprünge - Die Geschichte einer Meisterschwimmerin (miniserie)
- Kinderehen (TV Movie)
- Die Klasse
- Vater einer Tochter (TV Movie)
- Am Sonntag gehört Vati uns (miniserie)
- Schule der Gattinnen (TV Movie)
- Aus Gründen der Sicherheit (TV Movie)

## Doppiaggio
- Jed Brophy in Lo Hobbit - La desolazione di Smaug
- Kirin Jindosh in Dishonored 2
- Emporio Ivankov in One Piece